# Vion N. V.
Vion N. V. (auch Vion Food Group) ist ein internationaler Konzern der Fleisch- und Lebensmittelindustrie mit Sitz im südniederländischen Boxtel. Vion ist der drittgrößte Schlachtkonzern in Deutschland und eines der größten Fleischunternehmen der Welt.
Der Konzern ist im Eigentum der Stiftung Administratiekantoor SBT. Der Sitz der deutschen Tochtergesellschaft befindet sich im bayrischen Buchloe. Der Konzern verfügt über 16 Produktionsstandorte in Deutschland, 8 in den Niederlanden sowie einen in Belgien. Ferner verfügt Vion über Verkaufsbüros weltweit.
Vion ist wiederholt in die Kritik geraten. Unter anderem wurden der Unternehmensgruppe mangelhafte Hygiene und Tierquälerei vorgeworfen.

## Geschichte

### 1934: Gründung als Tierkörperbeseitigungs-Unternehmen
Das Unternehmen hat seinen Ursprung im Jahr 1934, als der Bauernverband Noordbrabantse Christelijke Boerenbond (NCB) das Unternehmen Destructor NCB zur Tierkörperbeseitigung seiner Bauern gründete.

### Expansion durch Unternehmensübernahmen
In den 1980er- und 1990er-Jahren wurde das Unternehmen durch Aufkäufe erweitert und expandierte in den Markt für Produkte auf Basis von Schlachtnebenprodukten, vor allem Gelatine. Das Unternehmen wurde umbenannt in Sobel N.V. 1990 fusionierte die NCB mit der Christelijke Boeren- en Tuindersbond (CBTB) zur Zuidelijke Land- en tuinbouw Organisatie (ZLTO).

### Ab 2002: Einstieg in Schlachtung und Aufstieg zu einem der größten Fleischkonzerne Europas
2002 entschied die ZLTO in die Fleischindustrie einzusteigen. In der Folge überführte die ZTLO das Unternehmen Sobel N.V. in eine neue Holding Best Agrifund N.V. und gründete die weitere Holding-Tochter Bestmeat Company N.V. Der anschließende Einstieg in die Fleischindustrie erfolgte durch die Übernahme des führenden deutschen Schlachtunternehmens Moksel mit Sitz in Buchloe Anfang 2003. Es folgten die Übernahme des führenden niederländischen Fleischunternehmens Dumeco Mitte 2003 und des zweitgrößten deutschen Fleischunternehmens und größten deutschen Schweineschlachters Norddeutsche Fleischzentrale (NFZ, Nordfleisch) Ende 2003. 2004 wurde die Nutreco-Tochter Hendrix Meat übernommen und 2005 das deutsche Unternehmen Südfleisch.
2004 wurde die Holding-Gesellschaft von Best Agrifund N.V. in Sovion N.V. umbenannt und 2006 in VION Food Group. Die Umsätze des Konzerns stiegen von etwa 760 Millionen Euro in 2002 auf mehr als 7 Milliarden Euro in 2007.
2008 erwarb Vion das englische Unternehmen J&J Tranfield sowie das schottische Lamm- und Geflügelfleischunternehmen Grampian für über 400 Millionen Euro, und 2010 das niederländische Rinderschlachtunternehmen Weyl Beef.

### 2010er-Jahre: Umstruktierungen und Fokus auf Deutschland sowie Niederlande

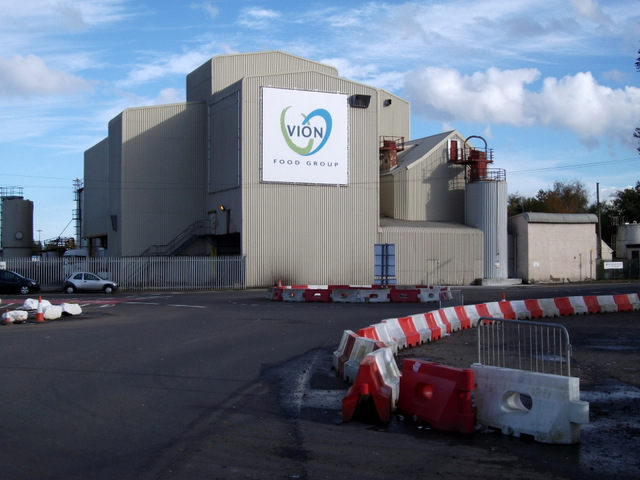
Ehemaliger Vion-Standort im schottischen Kirkliston

In den 2010er-Jahren führte Vion eine Reihe von Verkäufen von Tochterunternehmen durch, um den Fokus der Fleischverarbeitung künftig auf Standorte in Deutschland und die Niederlande zu richten. Nachdem Vion 2009 das australische Tochterunternehmen Tatiara Meat Company (TMC) an die JBS-Tochter Swift Australia verkaufte, folgte 2012 der Verkauf des britischen Schweinegeschäft an die 2 Sisters Food Group.
2014 verkaufte Vion die Konzern-Tochter Lutz Fleischwaren, um sich weiter auf das Kerngeschäft Schlachten zu fokussieren. 2017 ging Lutz Fleischwaren insolvent und in der Folge teilten sich Vion und Tönnies die Standorte auf. Vion kaufte das Fleisch- und Wurstwarenunternehmen Otto Nocker in Germaringen und sechs Fleisch- und Frischemärkte von Lutz Fleischwaren zurück. 2020 schloss Vion den Standort in Germaringen.

### 2020: Corona-Ausbrüche und Schlachthof-Schließungen
Im Zuge der COVID-19-Pandemie mussten mehrere Schlachthöfe von Vion in Deutschland und in den Niederlanden aufgrund einer Vielzahl an Infektionen seiner Mitarbeiter den Betrieb vorübergehend einstellen.
Anfang Mai 2020 wurde der Betrieb des Vion-Schlachthofs in Bad Bramstedt vorübergehend eingestellt, nachdem es zu einem umfangreichen Infektionsgeschehen gekommen war. Der Schlachthof in Groenlo in der niederländischen Provinz Gelderland musste ebenfalls im Mai 2020 den Betrieb einstellen. Auch der Schlachthof in Apeldoorn musste geschlossen werden. Im Oktober 2020 wurde der Vion-Schlachthof in Emstek durch behördliche Anordnung wegen Corona-Ansteckungen deutlich eingeschränkt, der Vion-Schlachthof in Landshut wurde im November 2021 vorübergehend wegen eines Corona-Ausbruchs geschlossen.

## Eigentümer
Der alleinige Anteilseigner der Holdinggesellschaft Vion N.V. ist die Stiftung Administratiekantoor SBT. Diese ist ein Vermögensverwalter, der Hinterlegungsscheine für seine Aktien an NCB-Ontwikkeling ausgegeben hat. NCB-Ontwikkeling wiederum handelt als Investmentfonds im Namen der ZLTO. Die ZLTO ist ein Vereinigung von Unternehmern im Agrarsektor und hat etwa 12.000 Mitglieder in Noord-Brabant, Zeeland und den südlichen Teilen Gelderlands.

## Struktur

### Geschäftsbereiche
Mit seinen vier Geschäftsbereichen Beef, Pork, Food Service und Retail liefert das Unternehmen Schweine- und Rindfleisch, sowie daraus hergestellte Produkte und Fleischalternativen auf pflanzlicher Basis an den Lebensmitteleinzelhandel, die Fleischwarenindustrie, den Großverbraucherhandel und die Gastronomie.

### Standorte

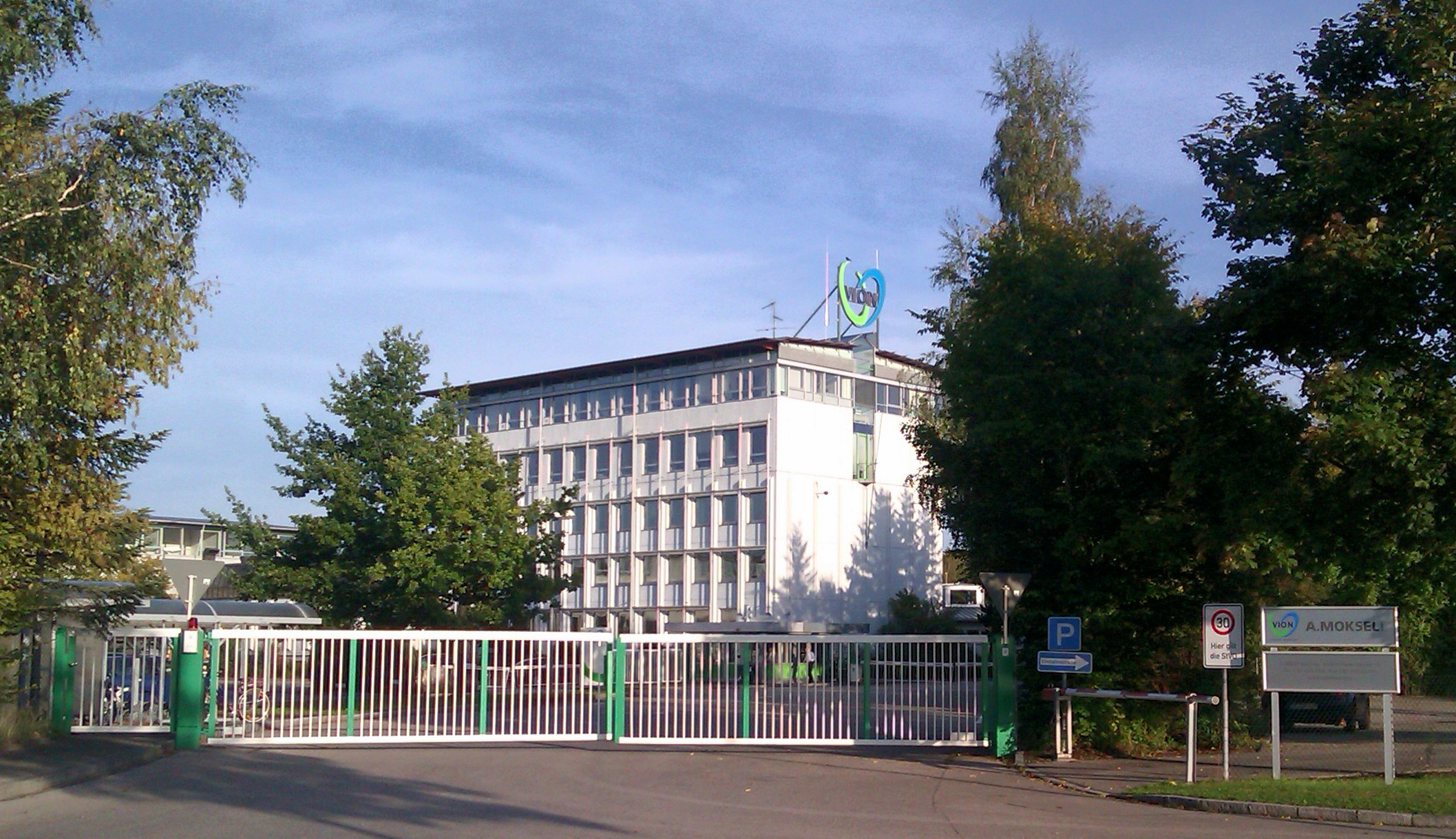
Vion-Standort im bayrischen Buchloe

Vion unterhält insgesamt 25 Produktionsbetriebe in den Niederlanden und in Deutschland.

#### Deutschland
In Deutschland verfügt Vion über Standorte in Bamberg, Buchloe, Crailsheim, Furth im Wald, Großostheim, Hilden, Holzwickede, Landshut, Vilshofen und Waldkraiburg.
Die Betriebe in Ahlen und in Altenburg wurden im Mai 2024 an die Firma Tönnies verkauft, der Perleberger Schlachthof an den Schlachter Uhlen aus Lengerich., der Standort Emstek wird geschlossen. Der Standort Ahlen wurde von Tönnies 2025 ebenfalls geschlossen.
Mittlerweile geschlossen wurden die Standorte in Lübeck (2006), Lüneburg (2006), Anklam (2015), Frankfurt am Main (2015), Riedlingen (2017) und Zeven (2017), Germaringen (2020), Bad Bramstedt (2023) und Emstek (2024).
Mit Vion Zucht- und Nutzvieh unterhält Vion eine große deutsche Viehhandelsagentur. Die Zucht- und Nutzvieh-Standorte befinden sich in Bad Bramstedt, Dalum, Duben, Einbeck, Hannover und Neumünster.

#### Niederlande

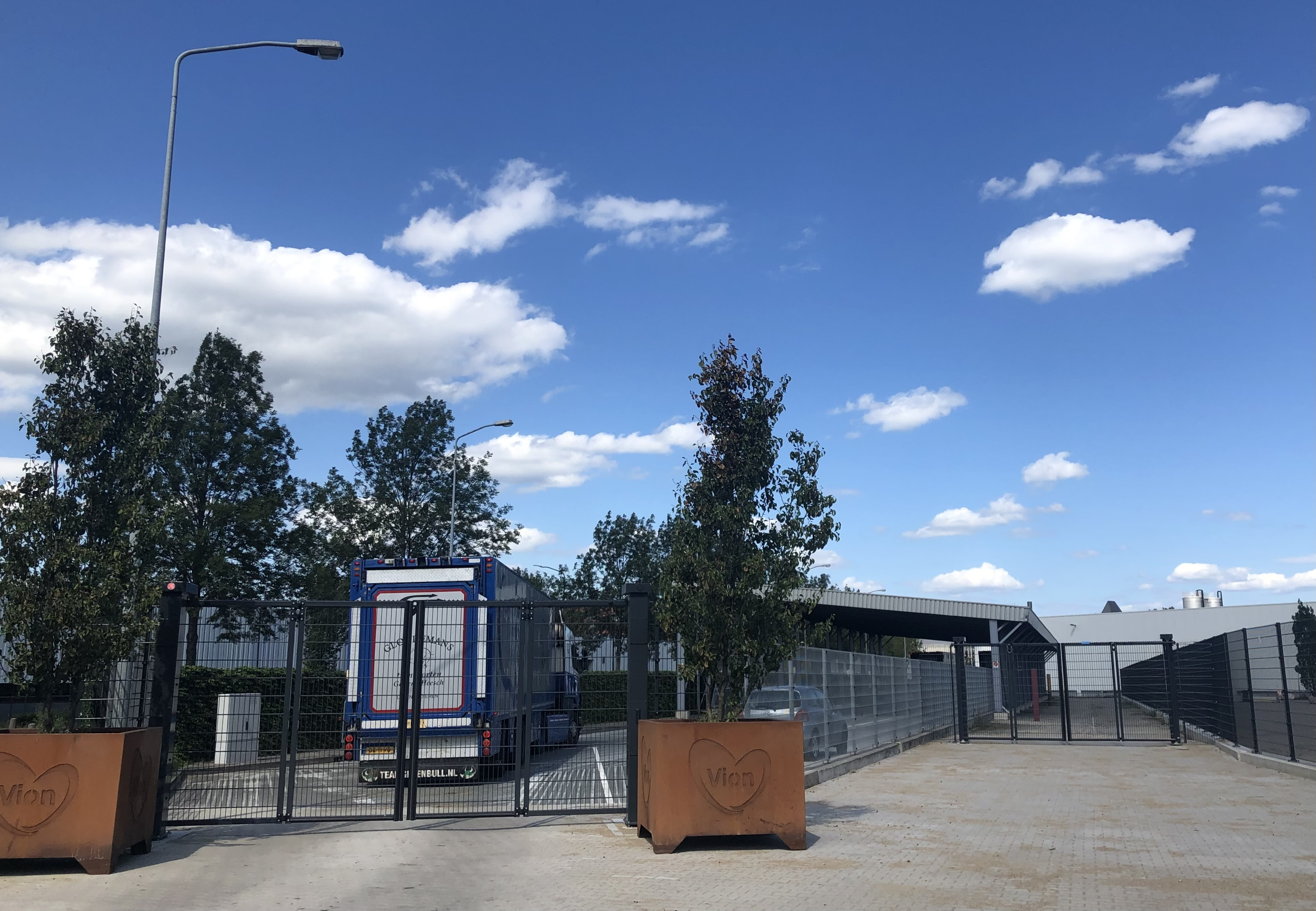
Vion-Standort im niederländischen Boxtel

In den Niederlanden befinden sich Standorte in Apeldoorn, Boxtel, Enschede, Groenlo, Scherpenzeel, Tilburg, Leeuwarden, sowie in Valkenswaard.

#### International
Vion unterhält weltweit Niederlassungen in China/Hongkong, Dänemark, Frankreich, Griechenland, Polen, Rumänien, Schweden, Schweiz, Singapur, Slowenien, Spanien, und Tschechien.

## Marken
- De Groene Weg („Der Grüne Weg“) für Bio-Fleisch in den Niederlanden. Die Marke wird an Fleischereien in den Niederlanden verkauft und beliefert auch Fleischverarbeiter in Deutschland.
- Salomon Foodworld für Hamburger, Hauptgerichte und Fingerfood für den Außer-Haus-Markt.
- FVZ Convenience für Schnitzel, Geflügel, Hackfleisch, Haxen und Vital.
- Unter der Marke Food Family für Schweine- und Rindfleisch.
- Goldbeef für Rindfleisch.
- Die Marke Schweinegold für Schweinefleisch für die Fleischindustrie in Japan und Korea
- Hackplus für Produkte aus Fleisch kombiniert mit pflanzlichem Eiweiß
- Weylander Rindfleisch für Rindfleisch in Supermärkten in den Niederlanden
- Good Farming Star für Schweinefleisch mit dem Tierschutzlabel „Beter Leven“ in den Niederlanden
- Otto Nocker für Fleisch- und Wurstwaren in Bayern
- Robusto für getrocknetem Parmaschinken und Serrano-Schinken
- BBQ Star für Schweinefleischprodukte (Spareribs, Porchetta, Pulled Pork) und Rindfleischprodukte (Flat Iron Steak, Côte de Boeuf, Ribeye und Picanha)
- ME-AT für Fleischersatz auf pflanzlicher Basis

## Kritik und Vorfälle

### Export von Schlachtabfällen
Anfang 2007 erstattete die Verbraucherschutzorganisation Foodwatch Anzeige gegen das damals zu Vion gehörende Unternehmen SNP, GePro der PHW-Gruppe, den Düngemittelhändler Beckmann und die Veterinärämter der Landkreise Diepholz, Emsland, Oldenburg und Vechta, da die Unternehmen illegalen Handel mit Tiermehl (K3-Material) betreiben und die Ämter Beihilfe dazu leisten würden. Obwohl entsprechende Abfälle und das daraus hergestellte Tiermehl keinesfalls in die menschliche Nahrungskette gelangen dürfen, fand Foodwatch dafür entsprechende Hinweise. Die daraufhin eingeleiteten Ermittlungen ergaben, dass der Handel mit den Mehlen tatsächlich stattfand, jedoch mit Genehmigung der zuständigen Behörden und daher keine Straftat war. Die Genehmigungen selbst haben allerdings gegen geltende Gesetze verstoßen. Da Beihilfe aus juristischer Sicht jedoch nur vorliegt, wenn die Haupttat strafbar ist, wurden die Ermittlungen sowohl gegen die Unternehmen als auch gegen die Ämter Ende 2007 eingestellt. Die Genehmigungspraxis der Behörden wurde geändert.

### Importiertes Rindfleisch
Durch zwei WDR-Berichte vom 17. und 27. Januar 2012 in der Sendung Aktuelle Stunde kam Vion Hilden in den Fokus der Öffentlichkeit. Die Staatsanwaltschaft Düsseldorf ermittelte gegen Vion Hilden und führte eine Razzia im Werk durch.
Dem Hildener Werk wurde vorgeworfen, Rindfleisch aus dem europäischen Ausland umetikettiert zu haben, um es als deutsches zu verkaufen. Die Ermittlungen gegen alle Beschuldigten wurden jedoch im September 2012 eingestellt.

### Verstöße gegen das Tierschutzgesetz
Nach Hinweisen des Schleswig-Holsteiner Landwirtschaftsministeriums, dass es in einem von Vion betriebenen Schlachthof in Bad Bramstedt zu Verstößen gegen das Tierschutzgesetz im Zusammenhang mit Schlachtungen gekommen sei, ermittelte die Kieler Staatsanwaltschaft erneut gegen Vion. Ende Februar 2014 durchsuchten Zoll und Polizei das Firmengelände und stellten Materialien sicher. Der Schlachthof musste daraufhin für etwa fünf Wochen geschlossen werden.

### Tierquälerei
Ebenfalls 2016 wurde gegen einen Schlachthof in Niedersachsen ermittelt, in dem Fleisch für die Vion-Marke Landjuwel produziert wurde. Obwohl Werbeprospekte und die Internetpräsenz mit artgerechter Haltung, hoher Qualität und häufigen Prüfungen durch neutrale Dienstleister warben, wurde Tierquälerei durch den Betrieb festgestellt. Die gehaltenen Tiere waren verletzt und verstümmelt, Wunden wurden nicht behandelt. Die auf der Website genannten neutralen Prüfungsunternehmen existierten seit mehreren Jahren nicht mehr. Heinz Schweer, Direktor der Landwirtschaft bei Vion, gab gegenüber dem NDR Fernsehen zu, von den Vorfällen nicht gewusst zu haben, bis die Recherche des NDR Fernsehens die Tierquälerei offenbarte, da laut ihm die Qualitätskontrolle der Mastbetriebe bei den Landwirten läge. Endkunden und Abnehmer kritisierten den Zustand der Tierhaltung scharf und fühlten sich durch die irreführende Werbung betrogen.

### Hygienemängel
Im Jahr 2016 wurden erhebliche Mängel beim Tierschutz und bei der Hygiene am Landshuter Schlachthof bekannt. Der Landshuter Schlachthof befand sich in einer Bauphase, sei intensiv kontrolliert worden und habe in engem Austausch mit den Überwachungsbehörden gestanden. Zu keinem Zeitpunkt habe die Lebensmittelsicherheit in Frage gestanden. Vion hatte daraufhin alle Fraktionen des bayerischen Landtags in den Schlachthof Landshut eingeladen.

### Proteste in Crailsheim gegen geplante Übernahme durch Tönnies
Im April 2025 kam es in Crailsheim zu Protestaktionen gegen die beabsichtigte Übernahme von Schlachtbetrieben der Vion Food Group durch die Tönnies Holding. Rund 80 Mitglieder des Bündnisses Gemeinsam gegen die Tierindustrie beteiligten sich an einer Blockade des dortigen Schlachthofs. Einige der Demonstranten befestigten sich auf dem Gelände, betonierten sich teilweise ein oder erklommen Dächer und Laternenmasten. Die Polizei war mit Spezialeinheiten vor Ort, um die Blockade aufzulösen. Der Betrieb des Schlachthofs wurde dadurch zeitweise unterbrochen.
Die Aktion richtete sich gegen die Tönnies Holding, die von der Protestgruppe als Symbol für industrielle Massentierhaltung und profitorientierte Agrarwirtschaft kritisiert wird. Die Aktivisten äußerten die Sorge, dass die Übernahme die Marktkonzentration in der Fleischindustrie weiter verstärken und sich negativ auf das Tierwohl auswirken könnte. Zudem zeigten sie sich mit den Beschäftigten des Betriebs solidarisch und brachten dies unter anderem durch ein Transparent zum Ausdruck.
Zur Unterstützung seines Anliegens reichte das Bündnis Gemeinsam gegen die Tierindustrie eine formelle Beschwerde beim Bundeskartellamt ein, um die Übernahme rechtlich prüfen zu lassen. Die Demonstration war nicht angemeldet, verlief laut Polizeiangaben jedoch friedlich. Die Proteste sind Teil einer breiteren gesellschaftlichen Auseinandersetzung über die Strukturen der industriellen Fleischproduktion, in deren Mittelpunkt Tönnies aufgrund wiederholter Kritik an Arbeitsbedingungen und Tierschutz steht.